# Брешинський Володимир Олегович
Володи́мир Оле́гович Бреши́нський (нар. 17 січня 1983 — пом. 26 серпня 2014) — солдат Збройних сил України, учасник російсько-української війни.

## Короткий життєпис
Народився 1983 року в місті Норильськ Красноярського краю — сучасна Російська Федерація. У дитинстві залишився сиротою — батьки загинули в автомобільній катастрофі, виховувався бабусею та дідом, мешкав у смт Михайло-Коцюбинське Чернігівського району Чернігівської області. Закінчив гімназію смт Михайло-Коцюбинське, Чернігівське вище професійне училище. Працював на Чернігівському цеглозаводі № 3.
Проходив строкову військову службу в лавах Збройних Сил України. Мобілізований 28 квітня 2014-го, кулеметник 1-го відділення 1-го взводу 1-ї роти охорони 13-го батальйону територіальної оборони «Чернігів-1».
Помер у Київському госпіталі від поранень, яких зазнав під час боїв 18 серпня в Луганській області.
Без Володимира лишились бабуся Антоніна та син.
Похований у Михайло-Коцюбинському 28 серпня 2014-го.

## Нагороди та вшанування
За особисту мужність і героїзм, виявлені у захисті державного суверенітету та територіальної цілісності України, вірність військовій присязі під час російсько-української війни, відзначений — нагороджений:
- 15 травня 2015 року — орденом «За мужність» III ступеня (посмертно)[1];
- 7 травня 2015 року у селищі Михайло-Коцюбинське на фасаді будівлі гімназії (сад Садова, 60), у якій навчався Герой, йому відкрито меморіальну дошку;
- 23 вересня 2015 року у селищі Михайло-Коцюбинське відкрито пам'ятний знак землякам, які загинули в зоні бойових дій, серед яких ім'я Володимира Брешинського;
- ім'ям Володимира Брешинського названі парк культури та вулиця селища Михайло-Коцюбинське.
- Його портрет розміщений на меморіалі «Стіна пам'яті полеглих за Україну» в Києві: секція 3, ряд 3, місце 20
- Вшановується 26 серпня на щоденному ранковому церемоніалі вшанування українських захисників, які загинули цього дня в різні роки внаслідок російської збройної агресії[2]
- з ініціативи Чернігівського обласного товариства асоціації філателістів України створено пам'ятний конверт з портретом Володимира Брешинського (осінь 2015)